# Provincia di Cuenca
Cuenca è una provincia della comunità autonoma della Castiglia-La Mancia, nella Spagna centrale.
Confina con la provincia di Guadalajara a nord, con l'Aragona (provincia di Teruel) a nord-est, con la Comunità Valenciana (provincia di Valencia) a sud-est, con le province di Albacete a sud, di Ciudad Real a sud-ovest, di Toledo a ovest e con la comunità autonoma di Madrid a nord-ovest.
La superficie è di 17.140 km², la popolazione nel 2015 era di 203.841 abitanti.
Il capoluogo è Cuenca, altri centri importanti sono Tarancón e Las Pedroñeras.

## Comuni
| Comune                     | Abitanti (2002) |
| -------------------------- | --------------- |
| Abia de la Obispalía       | 85              |
| El Acebrón                 | 278             |
| Alarcón                    | 182             |
| Albaladejo del Cuende      | 385             |
| Albalate de las Nogueras   | 356             |
| Albendea                   | 169             |
| La Alberca de Záncara      | 1.780           |
| Alcalá de la Vega          | 171             |
| Alcantud                   | 116             |
| Alcázar del Rey            | 242             |
| Alcohujate                 | 55              |
| Alconchel de la Estrella   | 193             |
| Algarra                    | 34              |
| Aliaguilla                 | 829             |
| La Almarcha                | 602             |
| Almendros                  | 311             |
| Almodóvar del Pinar        | 525             |
| Almonacid del Marquesado   | 537             |
| Altarejos                  | 290             |
| Arandilla del Arroyo       | 34              |
| Arcas                      | 766             |
| Arcos de la Sierra         | 117             |
| Arguisuelas                | 193             |
| Arrancacepas               | 36              |
| Atalaya del Cañavate       | 130             |
| Barajas de Melo            | 745             |
| Barchín del Hoyo           | 123             |
| Bascuñana de San Pedro     | 41              |
| Beamud                     | 103             |
| Belinchón                  | 360             |
| Belmonte                   | 2.327           |
| Belmontejo                 | 250             |
| Beteta                     | 444             |
| Boniches                   | 181             |
| Buciegas                   | 79              |
| Buenache de Alarcón        | 616             |
| Buenache de la Sierra      | 105             |
| Buendía                    | 505             |
| Campillo de Altobuey       | 1.691           |
| Campillos-Paravientos      | 140             |
| Campillos-Sierra           | 96              |
| Campos del Paraíso         | 1.069           |
| Canalejas del Arroyo       | 343             |
| Cañada del Hoyo            | 333             |
| Cañada Juncosa             | 346             |
| Cañamares                  | 582             |
| El Cañavate                | 238             |
| Cañaveras                  | 377             |
| Cañaveruelas               | 223             |
| Cañete                     | 910             |
| Cañizares                  | 615             |
| Carboneras de Guadazaón    | 958             |
| Cardenete                  | 727             |
| Carrascosa del Campo       | 111             |
| Carrascosa de Haro         | 146             |
| Casas de Benítez           | 1.118           |
| Casas de Fernando Alonso   | 1.405           |
| Casas de Garcimolina       | 39              |
| Casas de Guijarro          | 135             |
| Casas de Haro              | 910             |
| Casas de los Pinos         | 531             |
| Casasimarro                | 3.050           |
| Castejón                   | 224             |
| Castillejo de Iniesta      | 166             |
| Castillejo-Sierra          | 48              |
| Castillo de Garcimuñoz     | 209             |
| Castillo-Albaráñez         | 28              |
| Cervera del Llano          | 315             |
| La Cierva                  | 52              |
| Cuenca                     | 46.859          |
| Cueva del Hierro           | 49              |
| Chillarón de Cuenca        | 381             |
| Chumillas                  | 47              |
| Enguídanos                 | 500             |
| Fresneda de Altarejos      | 85              |
| Fresneda de la Sierra      | 72              |
| La Frontera                | 203             |
| Fuente de Pedro Naharro    | 1.211           |
| Fuentelespino de Haro      | 311             |
| Fuentelespino de Moya      | 149             |
| Fuentenava de Jábaga       | 398             |
| Fuentes                    | 508             |
| Fuertescusa                | 111             |
| Gabaldón                   | 207             |
| Garaballa                  | 149             |
| Gascueña                   | 157             |
| Graja de Campalbo          | 134             |
| Graja de Iniesta           | 371             |
| Henarejos                  | 251             |
| El Herrumblar              | 777             |
| La Hinojosa                | 318             |
| Los Hinojosos              | 1.050           |
| El Hito                    | 223             |
| Honrubia                   | 1.619           |
| Hontanaya                  | 423             |
| Hontecillas                | 86              |
| Horcajo de Santiago        | 3.517           |
| Huélamo                    | 124             |
| Huelves                    | 64              |
| Huérguina                  | 108             |
| Huerta de la Obispalía     | 152             |
| Huerta del Marquesado      | 243             |
| Huete                      | 2.097           |
| Iniesta                    | 4.207           |
| Laguna del Marquesado      | 71              |
| Lagunaseca                 | 124             |
| Landete                    | 1.477           |
| Ledaña                     | 1.882           |
| Leganiel                   | 244             |
| Las Majadas                | 365             |
| Mariana                    | 313             |
| Masegosa                   | 122             |
| Las Mesas                  | 2.420           |
| Minglanilla                | 2.263           |
| Mira                       | 1.127           |
| Monreal del Llano          | 80              |
| Montalbanejo               | 187             |
| Montalbo                   | 734             |
| Monteagudo de las Salinas  | 133             |
| Mota de Altarejos          | 56              |
| Mota del Cuervo            | 5.693           |
| Motilla del Palancar       | 5.244           |
| Moya                       | 282             |
| Narboneta                  | 91              |
| Olivares de Júcar          | 542             |
| Olmeda de la Cuesta        | 43              |
| Olmeda del Rey             | 234             |
| Olmedilla de Alarcón       | 166             |
| Olmedilla de Eliz          | 29              |
| Osa de la Vega             | 639             |
| Pajarón                    | 126             |
| Pajaroncillo               | 92              |
| Palomares del Campo        | 981             |
| Palomera                   | 184             |
| Paracuellos                | 136             |
| Paredes                    | 82              |
| La Parra de las Vegas      | 56              |
| El Pedernoso               | 1.268           |
| Las Pedroñeras             | 6.860           |
| El Peral                   | 732             |
| La Peraleja                | 149             |
| La Pesquera                | 273             |
| El Picazo                  | 720             |
| Pinarejo                   | 387             |
| Pineda de Gigüela          | 139             |
| Piqueras del Castillo      | 78              |
| Portalrubio de Guadamejud  | 87              |
| Portilla                   | 96              |
| Poyatos                    | 109             |
| Pozoamargo                 | 325             |
| Pozorrubielos de la Mancha | 268             |
| Pozorrubio de Santiago     | 476             |
| El Pozuelo                 | 101             |
| Priego                     | 1.019           |
| El Provencio               | 2.599           |
| Puebla de Almenara         | 523             |
| Puebla del Salvador        | 283             |
| Quintanar del Rey          | 6.625           |
| Rada de Haro               | 65              |
| Reíllo                     | 146             |
| Rozalén del Monte          | 113             |
| Saceda-Trasierra           | 107             |
| Saelices                   | 673             |
| Salinas del Manzano        | 111             |
| Salmeroncillos             | 181             |
| Salvacañete                | 325             |
| San Clemente               | 6.596           |
| San Lorenzo de la Parrilla | 1.391           |
| San Martín de Boniches     | 90              |
| San Pedro Palmiches        | 101             |
| Santa Cruz de Moya         | 399             |
| Santa María de los Llanos  | 840             |
| Santa María del Campo Rus  | 737             |
| Santa María del Val        | 113             |
| Sisante                    | 1.804           |
| Solera de Gabaldón         | 45              |
| Sotorribas                 | 991             |
| Talayuelas                 | 1.165           |
| Tarancón                   | 11.930          |
| Tébar                      | 381             |
| Tejadillos                 | 159             |
| Tinajas                    | 372             |
| Torralba                   | 191             |
| Torrejoncillo del Rey      | 667             |
| Torrubia del Campo         | 334             |
| Torrubia del Castillo      | 36              |
| Tragacete                  | 331             |
| Tresjuncos                 | 470             |
| Tribaldos                  | 134             |
| Uclés                      | 319             |
| Uña                        | 134             |
| Los Valdecolmenas          | 114             |
| Valdemeca                  | 103             |
| Valdemorillo de la Sierra  | 84              |
| Valdemoro-Sierra           | 175             |
| Valdeolivas                | 273             |
| Valdetórtola               | 138             |
| Las Valeras                | 1.337           |
| Valhermoso de la Fuente    | 56              |
| El Valle de Altomira       | 351             |
| Valsalobre                 | 66              |
| Valverde de Júcar          | 1.339           |
| Valverdejo                 | 142             |
| Vara de Rey                | 645             |
| Vega del Codorno           | 226             |
| Vellisca                   | 166             |
| Villaconejos de Trabaque   | 490             |
| Villaescusa de Haro        | 596             |
| Villagarcía del Llano      | 950             |
| Villalba de la Sierra      | 542             |
| Villalba del Rey           | 675             |
| Villalgordo del Marquesado | 118             |
| Villalpardo                | 1.125           |
| Villamayor de Santiago     | 2.734           |
| Villanueva de Guadamejud   | 120             |
| Villanueva de la Jara      | 2.350           |
| Villar de Cañas            | 438             |
| Villar de Domingo García   | 276             |
| Villar de la Encina        | 219             |
| Villar de Olalla           | 965             |
| Villar del Humo            | 350             |
| Villar del Infantado       | 45              |
| Villar y Velasco           | 122             |
| Villarejo de Fuentes       | 756             |
| Villarejo de la Peñuela    | 31              |
| Villarejo-Periesteban      | 524             |
| Villares del Saz           | 666             |
| Villarrubio                | 251             |
| Villarta                   | 815             |
| Villas de la Ventosa       | 362             |
| Villaverde y Pasaconsol    | 418             |
| Víllora                    | 196             |
| Vindel                     | 22              |
| Yémeda                     | 29              |
| Zafra de Záncara           | 190             |
| Zafrilla                   | 120             |
| Zarza de Tajo              | 254             |
| Zarzuela                   | 273             |